# Золтан Деметер
Золтан Деметер (угор. Zoltán Dömötör, 21 серпня 1935 — 20 листопада 2019) — угорський ватерполіст.
Олімпійський чемпіон 1964 року.
Бронзовий призер Олімпійських ігор 1960, 1968 років.
Чемпіон Європи з водних видів спорту 1954 року.